# Empar Pineda
Empar Pineda Erdozia (Hernani, 11 de octubre de 1944) es una activista feminista española, premiada con la Cruz de San Jordi en 2008 a la que renunció en el año 2011.

## Biografía

### Infancia en el País Vasco
Nació en Hernani (Guipúzcoa), y pasó su infancia en el caserío familiar, con sus seis hermanos, pero muy cercana a su abuelo, una persona muy conocedora del poder sanador de las plantas y los ungüentos —le llamaban curandero—  y muy despierto políticamente.

Yo he tenido siempre un espíritu bastante rebelde. No sé si lo heredé de mi abuelo de caserío, El Patas que le llamaban, y que en el año 36 levantó todos los votos para el partido socialista en el valle del Urumea. Fue, además, mi padrino y con él fui de caserío en caserío acompañándole porque era curandero. No sé si me vino el coraje de aquel espíritu suyo, pero yo desde pequeña siempre he sido muy rebelde. Cuando he visto que se hacía alguna injusticia, me he rebelado.

La matricularon en un colegio de monjas alemán, donde le exigían aprender inglés. En 1964 terminó el bachillerato. Como en el País Vasco no había universidad pública, se trasladó a Madrid, donde vivía una hermana suya.

### Primeros años de activismo antifranquista
En 1964, tras terminar el bachillerato superior, se trasladó a Madrid para continuar sus estudios. Participó en la lucha estudiantil antifranquista y tuvo prohibido matricularse en la Universidad de Madrid y Barcelona por lo que acabó matriculándose en 1964 primero en la Universidad de Salamanca y poco más tarde en la Universidad de Oviedo donde se graduó en filología románica.
Regresó a Madrid, donde empezó a dar clases de Lengua y Literatura en una filial del Hogar del Empleado mientras continuó su militancia en organizaciones de izquierda. Tras su época universitaria militando en la UJCE, militó en una organización denominada "Lenin", en la Federación de Comunistas y finalmente en el Movimiento Comunista.
Luchadora antifranquista, fue detenida por las autoridades y pasó un tiempo en la prisión de Martutene. En los años 70, durante la transición democrática se trasladó a Barcelona, donde fue dirigente del Movimiento Comunista de Cataluña, al que representó en la Asamblea de Cataluña
En las elecciones de 1977 fue candidata por la provincia de Barcelona en la Candidatura de Unidad Popular por el Socialismo y en las Elecciones municipales de 1979 en Barcelona fue Alcaldable por el MCC-OEC.

### Lucha Feminista-Lesbiana
En sus entrevistas asegura que descubrió el feminismo con sus compañeras del Movimiento Comunista de Cataluña. Además, Naciones Unidas proclamó 1975 Año Internacional de la Mujer. Entonces se celebraron las primeras asambleas en la Asociación de Amigos de la Unesco, reuniendo a activistas feministas que en mayo de 1976 constituyeron la Coordinadora Feminista de Barcelona y organizaron las Primeras Jornadas Catalanas de la Dona,  bajo el amparo de la Asociación de Amigos de la UNESCO. Reunieron a un millar de mujeres en la Universidad Autónoma de Barcelona para reflexionar sobre el feminismo y los derechos de las mujeres.
En 1977 fue testigo del progreso en los derechos y libertades de gais, lesbianas y transexuales. De hecho, en 1977 presidió la pancarta de la primera manifestación del Día del Orgullo Gay en Madrid. En 1979, fue una de las fundadoras del Grup en Lluita per l’Alliberament de la Lesbiana, en Barcelona.
En 1981 fue cofundadora del Colectivo de Feministas Lesbianas de Madrid y participó en la creación de la Comisión Pro Derecho al Aborto, a raíz de la irrupción de la Guardia Civil en el centro de planificación Los Naranjos de Sevilla y la detención de su personal sanitario. Participó en la campaña "Yo también he abortado".
En el año 1985 le realizaron una entrevista en la revista Interviú con el titular “soy lesbiana porque sí”, para reclamar el fin de la represión a las mujeres homosexuales.
Posteriormente ha sido cofundadora de la Comisión pro Derecho al Aborto de Madrid, portavoz de la red Otras voces feministas y directora de la colección Hablan las mujeres y de las revistas Nosotras que nos queremos tanto y Desde nuestra acera.
Desde 1993 ha trabajado en la Clínica Isadora de Madrid, a la que sigue vinculada como asesora desde su jubilación.
En 2008 recibió la Cruz de Sant Jordi por "su dedicación sostenida durante tantos años en defensa de los derechos de las mujeres, desde la acción —como miembro activo de diversas organizaciones— y la reflexión —como coautora de varios volúmenes, entre ellos "El feminismo que existe"—.
En 2011 Pineda y otro dirigente LGTBI, Jordi Petit, anunciaron que no seguirían llevando la Cruz de Sant Jordi como protesta para denunciar la "insensibilidad" de la Generalidad al no galardonar ese año a "ninguna persona vinculada a la lucha contra el VIH/SIDA, en el 30 aniversario de la pandemia", a pesar de que muchas entidades lo habían solicitado y también como protesta por haberse concedido el galardón a Josep Antoni Durán i Lleida, que había realizado "declaraciones discriminatorias, antihomosexuales y transfóbicas".
En la actualidad, forma parte activa del Colectivo Hetaira, en defensa de los derechos de las trabajadoras sexuales y el colectivo LGTB de mayores Fundación 26 de Diciembre.

Hay una labor inmensa por hacer contra la violencia machista, contra la brecha salarial, contra la mínima participación del hombre en las tareas domésticas, contra la labor castrante de la Iglesia. (...) Por mucho que me repriman, no me van a hacer perder el orgullo de ser como soy y la defensa de los que son como yo.

## Polémicas
En marzo de 2006,  impulsó junto a María Sanahuja, Manuela Carmena, Justa Montero, Cristina Garaizabal, Paloma Uría etc… un manifiesto bajo el título de “Un feminismo que también existe”. En el mismo se discrepa sobre determinados aspectos de la Ley Orgánica de Medidas de Protección Integral contra la Violencia de Género tales como la idea del "impulso masculino de dominio" como único factor desencadenante de la violencia y la "filosofía del castigo" como la solución para resolver los problemas y conflictos. Entendiendo que el Código Penal adquiere una importancia desmesurada que entiende como más eficaces aquellas leyes que contemplan penas más duras.

## Premios
- 2008 Creu de Sant Jordi
- 2013 Premio a los Valores en Igualdad 2013 de la Fundación 1º de Mayo de CC OO.[2]
- 2023 Medalla de Promoción de los Valores del Ministerio de Igualdad[17]